# There It Is (álbum de James Brown)
There It Is é o trigésimo oitavo álbum de estúdio do músico americano James Brown. Seu segundo lançamento pela Polydor Records, contém cinco de seus sucessos do começo dos anos 1970. O álbum foi lançado em 9 de junho de 1972. Alcançou o número 10 da parada R&B da revista Billboard e número 60 na Billboard 200.

## Faixas
| Lado A |                            |         |  |
| N.º    | Título                     | Duração |  |
| 1.     | "There It Is, Part 1"      | 3:05    |  |
| 2.     | "There It Is, Part 2"      | 2:47    |  |
| 3.     | "King Heroin"              | 3:56    |  |
| 4.     | "I'm a Greedy Man, Part 1" | 2:47    |  |
| 5.     | "I'm a Greedy Man, Part 2" | 4:29    |  |
| 6.     | "Who Am I"                 | 4:30    |  |

| Lado B |                                     |         |  |
| N.º    | Título                              | Duração |  |
| 1.     | "Talking Loud and Saying Nothing"   | 5:41    |  |
| 2.     | "Public Enemy #1, Part 1"           | 5:05    |  |
| 3.     | "Public Enemy #1, Part 2""          | 5:05    |  |
| 4.     | "I Need Help (I Can't Do It Alone)" | 2:56    |  |
| 5.     | "Never Can Say Goodbye"             | 3:00    |  |

| edição de 1992 em CD |                                     |         |  |
| N.º                  | Título                              | Duração |  |
| 1.                   | "There It Is, Pts. 1 & 2"           | 5:50    |  |
| 2.                   | "King Heroin"                       | 3:58    |  |
| 3.                   | "I'm a Greedy Man"                  | 7:06    |  |
| 4.                   | "Who Am I"                          | 4:59    |  |
| 5.                   | "Talking Loud and Saying Nothing"   | 7:49    |  |
| 6.                   | "Public Enemy No. 1, Pt. 1"         | 5:06    |  |
| 7.                   | "Public Enemy No. 1, Pt. 2"         | 5:09    |  |
| 8.                   | "I Need Help (I Can't Do It Alone)" | 3:31    |  |
| 9.                   | "Never Can Say Goodbye"             | 3:02    |  |

## Músicos
- James Brown – produtor, arranjador nas faixas: 1, 3, 5-8
- Dave Matthews – arranjador nas faixas: 2, 4
- Fred Wesley – arranjador na faixa: 9
- Joseph M. Palmaccio – remasterização digital